# 上莫什维尔
上莫什维尔（法語：Obermorschwihr，发音：[obəʁmɔʁʃviʁ]；德语：Obermorschweier），或纯音译作奥伯莫什维尔，是法国上莱茵省的一个市镇，属于科尔马-里博维莱区（Colmar-Ribeauvillé）和温策奈姆县（Wintzenheim）。该市镇总面积1.59平方公里，2009年时的人口为371人。

## 地名
该地名Obermorschwihr来源于德语“Obermorschweier”，前缀“Ober-”在德语中意为“上”，且该地与下莫什维尔（Niedermorschwihr，前缀“Nieder-”在德语中意为“下”；此地或纯音译作“尼德莫什维尔”）相连。

## 人口
上莫什维尔人口变化图示